# Liste der denkmalgeschützten Objekte in Gutenberg (Gemeinde)
Die Liste der denkmalgeschützten Objekte in Gutenberg enthält die 4 denkmalgeschützten, unbeweglichen Objekte der österreichischen Gemeinde Gutenberg im steirischen Bezirk Weiz.

## Denkmäler
| Foto |                 | Denkmal                                                                             | Standort                             | Beschreibung | Metadaten |
| ---- | --------------- | ----------------------------------------------------------------------------------- | ------------------------------------ | --- | --- |
| ja   | Datei hochladen | Kath. Pfarrkirche Hl. Dreifaltigkeit und Sakristei HERIS-ID: 84903 Objekt-ID: 99065 | Garrach 56 Standort KG: Garrach      | Der schlichte josephinische Saalraum mit Flachdecke und Giebelreiter wurde Ende des 18. Jahrhunderts erbaut. | BDA-Hist.: Q1257673 Status: Bescheid Stand der BDA-Liste: 2025-06-30 Name: Kath. Pfarrkirche Hl. Dreifaltigkeit und Sakristei GstNr.: .39; .38/2 Pfarrkirche Gutenberg an der Raabklamm |
| ja   | Datei hochladen | Loreto-Kirche HERIS-ID: 84920 Objekt-ID: 99082                                      | Garrach 56a Standort KG: Garrach     | Die von einem rechteckigen Hof mit Ummauerung umgebene Kirche wurde 1691 ursprünglich als Wehrkirche erbaut. Es ist ein Rechteckbau mit Stichkappentonnengewölbe, der Dachreiter wurde 1892 aufgesetzt. Das Gnadenbild der Maria Loreto stammt aus der Zeit um 1700, der Hochaltar aus Ende des 18. Jahrhunderts. | BDA-Hist.: Q1436273 Status: § 2a Stand der BDA-Liste: 2025-06-30 Name: Loreto-Kirche GstNr.: .36 Loretokirche (Gutenberg an der Raabklamm)                                              |
| ja   | Datei hochladen | Ummauerung mit Initienkapellen sowie Friedhof HERIS-ID: 84921 Objekt-ID: 99083      | Garrach 56a Standort KG: Garrach     | Die Ummauerung der Loreto-Kirche hat Schlüssellochscharten und in den vier Ecken der Mauer stehen nach außen ragende Initienkapellen. Die Zugangstreppe im Norden ist mit einem erhöhten Torbogen abgeschlossen, der südliche Abgang in den Friedhof hat ein umhaustes Podest mit Zeltdach. In den Initienkapellen sind Bilder mit Akanthusrahmen aus dem Ende des 17. Jahrhunderts. In der Nordostkapelle ist ein Bild des Heiligen Joseph vom Maler J. P. Fölsch aus dem Jahr 1698, an der Außenputzfläche sind Reste einer dekorativen Kratzputzmalerei. Die Südostkapelle war eine Gruft der Stubenberg und wurde 1944 aufgelassen. Im Friedhof gibt es einen gesonderten Gräberbereich der Stubenberg. | BDA-Hist.: Q38184265 Status: § 2a Stand der BDA-Liste: 2025-06-30 Name: Ummauerung mit Initienkapellen sowie Friedhof GstNr.: .36, 609/5 Loretokirche (Gutenberg an der Raabklamm)      |
| ja   | Datei hochladen | Schloss Gutenberg HERIS-ID: 37171 Objekt-ID: 36249                                  | Garrach 58 Standort KG: Garrach      | Das Schloss geht auf eine Burg aus dem 12. Jahrhundert zurück, die um 1490 durch eine Vorburg erweitert und ab 1567 umgebaut und erweitert wurde, sodass ein unregelmäßiger Baukomplex entstand. Der fünfeckige Innenhof ist von Säulenarkaden umgeben. Im Inneren gibt es Stuckdecken aus dem 17. Jahrhundert. Bedeutend ist auch die mehrere Stockwerke umfassende turmartige Burgkapelle, die ein romanisches Tonnengewölbe, zwei Emporengeschoße und Freskenreste aus dem 14. Jahrhundert aufweist. | BDA-Hist.: Q2241348 Status: Bescheid Stand der BDA-Liste: 2025-06-30 Name: Schloss Gutenberg GstNr.: .37 Schloss Gutenberg                                                              |
| ja   | Datei hochladen | Wegkapelle hl. Johannes Nepomuk HERIS-ID: 84914seit 2025                            | nahe Garrach 58 Standort KG: Garrach | Die Straßenkapelle hat ein Deckenfresko und einen Altar mit eine Johannes-Nepomuk-Figur aus dem 3. Viertel des 18. Jahrhunderts. | BDA-Hist.: Q135179300 Status: Bescheid Stand der BDA-Liste: 2025-06-30 Name: Wegkapelle hl. Johannes Nepomuk GstNr.: 645/1                                                              |